# Sankt Eriksparken

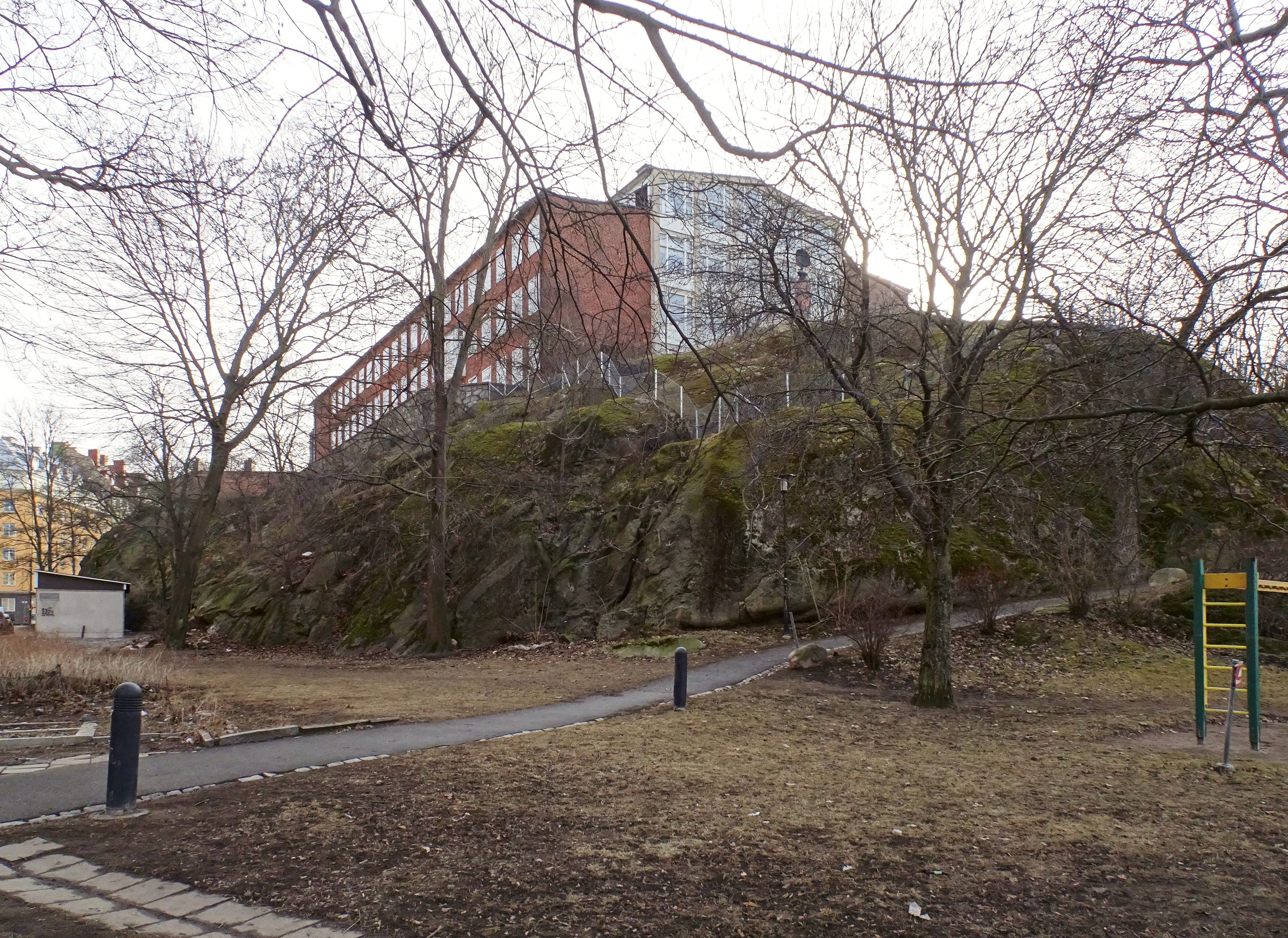
Sankt Eriksparken från norr med Rödabergsskolan, februari 2017.

Sankt Eriksparken var en park vid Kvarteret Flygmaskinen i stadsdelen Vasastaden i Stockholm och angränsade till Kvarteret Sländan. Parken låg mellan Norra Stationsgatan i norr, Dannemoragatan i öster, Sankt Eriksgatan i väster och Upplandsgatan/Västmannagatan i söder. På Sankt Eriksparkens plats ligger nu en utbyggnad av Rödabergsskolan.

## Historik

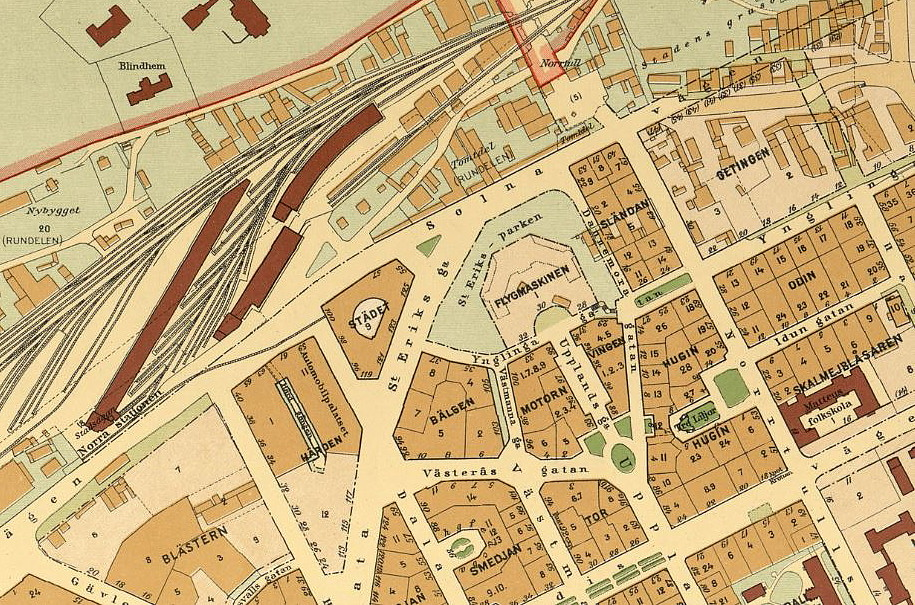
Parken på en karta från 1930.

Parken var uppkallad efter Stockholms skyddshelgon Sankt Erik. S:t Eriksparken anlades under 1920-talet i en stil som kan beskrivas som engelsk landskapspark enligt planer av Stockholms stadsplanedirektör Per Olof Hallman. Typiska var de slingrande gångvägarna och de olika höjder som parken var uppbyggd kring. Parken utnyttjade den naturliga bergryggen med dess förkastningar ner mot Sankt Eriksgatan och Norra Stationsgatan. 
Söder om kvarteret Flygmaskinen ligger kvarteren Motorn och Vingen som var en del av Hallmans stadsplan för området. Hallman var i sitt arbete inspirerad av den österrikiske arkitekten Camillo Sitte vars stadsplaner bar influenser av medeltida städer som följde och anpassade sig till terrängen. Redan från början hade Hallman planerat för en monumentalbyggnad i parken, som en norra avslutning på Upplandsgatan.

## Antikvarisk utredning

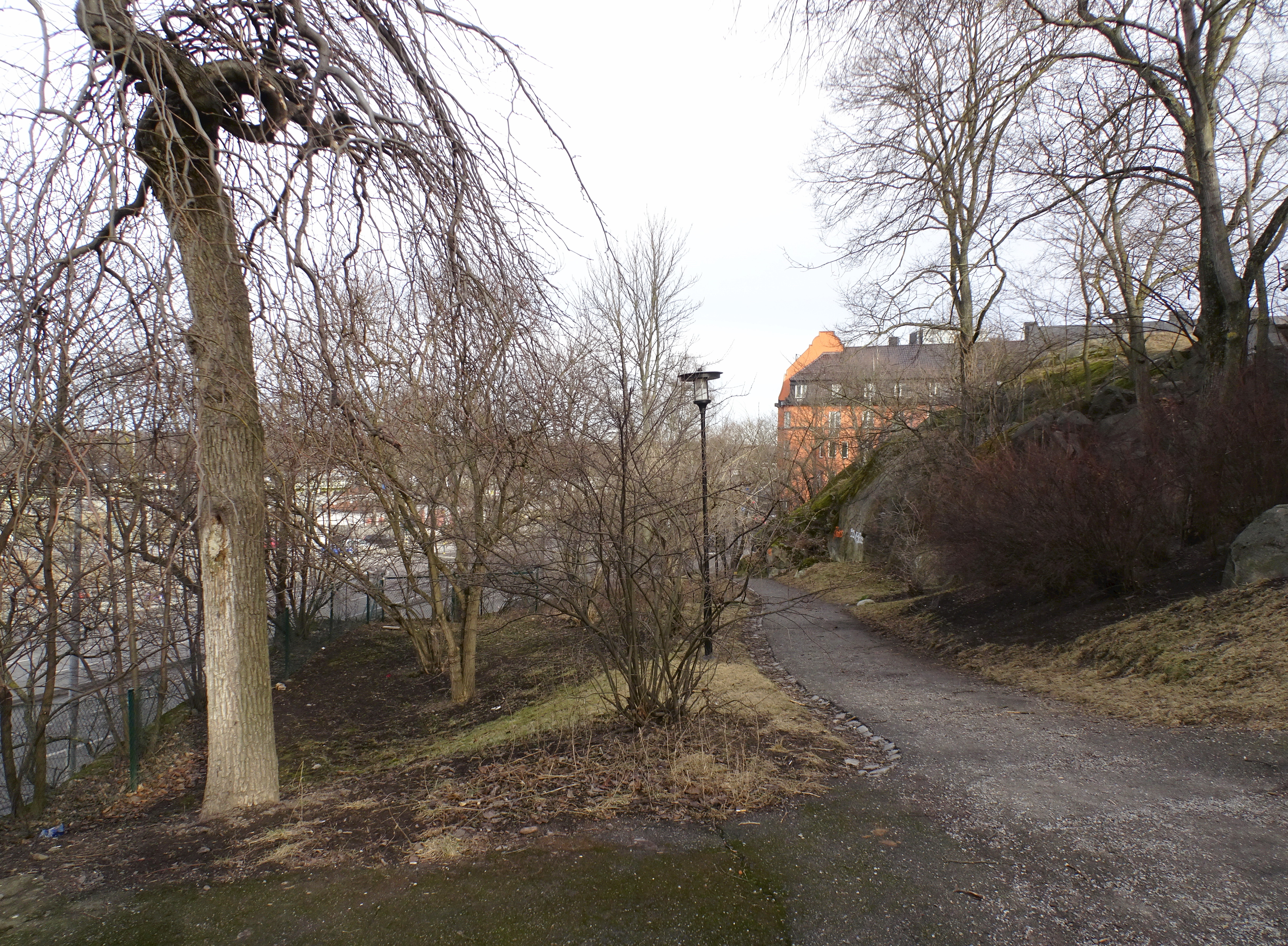
Promenadstig på norra slänten, 2017.

År 2014 genomförde SISAB en antikvarisk utredning av parken och kom fram till följande analys av de kultur- och miljövärden som parken besitter;
- Parken har ett tydligt miljöskapande värde med sitt synliga läge vid infarten till Stockholm.
- Parken är i stort oförändrad från 1920-talet då den skapades
- Parkens relativa litenhet gör att den är känslig för förändringar
- Parken är viktigt för siktlinjer från de omkringliggande gatorna, då den för flera utgör ett blickfång eller en avslutande bakgrund.
- Parken angränsar till området Röda Bergen som är ett riksintresse.

## Övrigt
- I parken finns Erik Grates skulptur Navigare necesse est i brons som ställdes upp 1953.
- I parken ligger Rödabergsskolan, som uppfördes 1953 efter ritningar av arkitekt Paul Hedqvist. Skolgården och parken flyter ihop. Här finns lekplatser som används av skolbarnen på dagarna, men som är öppna för allmänheten under kvällar och helger. I parken finns en hundrastgård.
- Under parken med ingång från Norra Stationsgatan ligger ett av Stockholms allmänna skyddsrum från andra världskriget. Det har en yta av 184 m² vilket gav skydd åt ungefär 250 personer.[2] Ingången är numera igenmurad.